# 幣安
币安，是一家全球性的加密貨幣交易所，提供超100种加密货币交易服务，包括期权、现货、u本位合约、币本位合约等交易产品。
币安的总部最初在中国，在中国限制加密货币交易所前转移至日本，继日本之后转移至马耳他，目前该交易所声称没有官方公司总部。自2018年以来，币安在交易量方面被认为是全世界上最大的加密货币交易所，截止2024年12月，该交易所的每日交易额可达近900亿美元。
幣安英文“ Binance”的名字基於單字binary和finance的混成詞。幣安的貨幣交易服務開始於2017年，每秒可以處理約140萬個訂單，提供150多種加密貨幣的交易，包括受歡迎的加密貨幣如比特幣，以太坊，萊特幣以及它自己的BNB代幣。
2023年11月21日，币安（Binance）首席执行官赵长鹏承认洗钱指控并辞去CEO职位。同时，币安同意向美国当局支付43亿美元以解决刑事指控，美国官员称，这是美国有史以来涉及高管刑事指控的最大企业和解协议。

## 创始人
幣安的創辦人為赵长鹏。2005年，赵长鹏在上海創立了富讯公司，專門為証券商建立高頻交易系統。2013年，赵长鹏加入了Blockchain.info的加密貨幣錢包團隊，成為團體的第三位成員。赵长鹏曾任電子交易平台OKCoin的首席技術官，任期少於一年。
2023年11月，赵长鹏辞任币安CEO职位。

## 平台主要功能
币安平台主要向经过kyc的用户提供期权、现货、u本位合约、币本位合约交易产品，并提供交易挖矿、杠杆代币、粉丝代币等产品。其中u本位永续合约提供1-100倍的杠杆交易，是币安交易额最大的交易产品。
币安平台不定期会开展ieo（ Launchpad ）活动，通过质押持仓币安平台代币bnb的形式，然后在申购日当天以bnb计价换取新代币。
同时币安提供交易返佣功能，用户可以通过邀请他人交易，获得交易手续费返佣。

## Bnb
Bnb是幣安平台代币，可以用作交易手续费抵扣，也可以用作币安智能链的矿工费，由赵长鹏在2017年6月26日至7月3日期間首次发行。bnb的初始发行价为1 ETH兑换2,7000 BNB，1 BTC 兑换2,700 BNB，初始发行在以太坊主网，总供应量2亿个。截至2023年7月，流通市值在377亿美元左右。

## 歷史
- 幣安創立於中國，但2017年9月起，中國政府下令禁止加密货币交易，幣安便將伺服器及總部遷移至日本。[10]
- 2018年，幣安於台湾設立了辦事處。[5]

- 截至2018年1月，幣安為全球最大的加密貨幣交易所，其加密貨幣BNB市值13亿美元。[1]

- 2018年3月，基於中國與日本對加密貨幣的監管非常嚴格，幣安宣佈將於馬耳他成立新辦事處。[11]

- 2018年4月，幣安与百慕大政府签署了一份諒解備忘錄[12]。几个月后，幣安也与马耳他证券交易所签署了类似的备忘录，以开发一个加密货币的交易平台[13]。此外，為拓展其在歐洲的影響力，幣安计划遷移至泽西並取得當地的交易所牌照，增加包括歐元及英磅的交易對。[14]

- 2018年8月，幣安與其他三家大型交易所共同募集了3,200萬美元用于穩定幣項目。穩定幣的理念是提供一種不受比特幣和其他数字资产显著波動性影響的密碼貨幣。[15][16]

- 2018年9月，紐約司法部辦事處的一份報告指出，在13間虛擬貨幣交易所當中，4間交易所拒絕向司法部提供以針對安全性、防黑客措施與事業務實踐為由所要求的文件。幣安被指為其中一間。紐約司法部辦事處長達42頁的報告指出，幣安對加密貨幣在其平台上市所收的費用以及可能存在的非公開不平等交易有機會對交易者造成負面影響。此外，报告指已証實與13間交易所進成業務的包括纽约公民。基于这項调查，紐約司法部辦事處向紐約財務部提出幣安有機會違反了纽约的虚拟货币監管条例。[17]

- 2018年12月5日，赵长鹏宣佈其去中心化交易所（Binance DEX）會建立在Binance Chain公鏈上。[18][19] 赵长鹏在訪問中表示其去中心化交易所的“即時”交易將成爲以太坊，EOS  ，TRON  Stella的競爭對手[20]。
- 2021年6月26日，英国金融行为监管局宣布幣安在英國不得开展与受监管金融活动有关的业务[21]。

- 2022年3月，在俄罗斯2022年入侵乌克兰期间，币安首席执行官赵长鹏以“金融自由”为由拒绝禁止俄罗斯用户。[22] 币安后来软化了他们反对的语气，但没有软化他们的政策，并指出他们为乌克兰的人道主义需求捐赠了1,000万美元。[23]
- 2022年4月，路透社报道称，2021 年，币安与Rosfinmonitoring分享了有关被监禁的俄罗斯反对派领导人阿列克谢·纳瓦尔尼（Alexei Navalny）网络筹集资金的信息。[24]
- 2022年6月，彭博社報導，美國證券交易委員會調查幣安在2017的首次代幣發行（ICO）是否涉及違反證券法。[25][26]

- 2023年3月，币安暂停英镑存取服务。[27]

- 2022年5月27日，币安宣布在意大利注册法人实体，并计划在该地区开设办事处并扩大当地团队。首席执行官赵长鹏还分享了币安向法国市场监管机构注册的信息。该公司还在瑞士、瑞典、西班牙、荷兰、葡萄牙和奥地利等更多欧洲国家寻求注册。[28]

- 2023年6月5日，美国证券交易委员会对币安及赵长鹏提出13项指控。[29]

- 2023年11月21日，趙長鵬不再擔任幣安執行長，並承認違反美國反洗錢法，幣安將向美方支付約43億美元罰款。[30]

- 2024年2月26日，尼日利亚国家安全顾问在尼日利亚首都阿布贾没收了币安两名高管的护照，并对两人进行了拘留，币安高管家人称，在法院做出裁决后，两人将被拘留至少到3月20日。2月27日，尼日利亚中央银行行长认为尼日利亚的加密货币交易所涉嫌处理非法交易，并指出币安存在 "可疑的资金流动"。[31]

- 2024年3月8日，币安宣布退出尼日利亚市场，全面停止以当地法定货币尼日利亚奈拉（NGN）结算的所有服务。[32]

- 2024年5月，Binance赢得印度反洗钱监管机构的注册，虽然当前尚未恢复运营，但《经济时报》援引知情人士的话称，币安预计将在与金融情报室举行听证会后，以200万美元的罚款和解。2023年年底，币安、kucoin等九家加密交易所因“非法经营”，成为印度反洗钱部门批准的首批离岸加密货币相关实体。[33]

- 2024年5月1日，因违反美国反洗钱法，币安创始人、前币安CEO赵长鹏在西雅图联邦法院被判处四个月监禁。据Protos报道，部分币安粉丝在X平台分享了他们对币安创始人赵长鹏计划于8月30日完成服刑的期待，不过，根据对监狱管理局数据库的核查，赵长鹏目前身处FCI Lompoc II之中。而关于其确切出狱日期，除非情况出现变故，否则大概率为9月29日。[34]

- 2024年5月10日，币安因未能注册为外国货币服务企业，被加拿大金融监管机构以“行政违规”为由罚款430万美元。[35]

- 截至目前，中国、美国和土耳其用户无法交易股票代币。

- 2024 年 7 月 17 日，彭博商业周刊中文版发布声明向赵长鹏及其创立的机构币安公开道歉，该道歉针对的是其第 250 期（2022 年 7 月 6 日）封面故事《赵长鹏的庞氏骗局》。该出版物承认犯了一个“严重错误”，发表了一个“虚假且毫无根据”的标题。目前《彭博商业周刊》已撤回了该冒犯性声明，并对给赵长鹏和币安造成的任何伤害或困扰表示毫无保留的歉意。随后，币安在一份官方声明中表示对撤回声明感到满意。[36]

- 2024年8月26日，在币安的协助下，阿根廷警方逮捕帮助朝鲜黑客集团Lazarus洗钱的俄罗斯公民（代号为VB）。据了解，VB通过币安进行了2463次加密货币转账，总金额超过450万美元。[37]

- 2024年9月27日，币安创始人赵长鹏从加利福尼亚州的一家惩教所获释。[38]

- 2025年1月15日，马来西亚首相安华与前币安（Binance）创始人赵长鹏会面，研究如何推进马国数码金融领域的发展。[39]

- 2025年3月，有媒体报道称币安正主动联系特朗普盟友，希望通过与特朗普家族达成商业协议，回归美国市场。Steve Witkoff作为特朗普的长期朋友，一直参与有关该交易的谈判。长期以来，前币安创始人赵长鹏一直积极寻求特朗普政府的赦免。[40]

- 2025年4月，巴林中央银行 (CBB) 向币安子公司 BPay Global 授予在巴林王国运营的支付服务提供商许可证。PSP牌照将允许该公司向全球币安客户提供法币服务，包括法币充值和提现、托管和其他支付服务。这也是币安旗下公司获得的首张支付服务提供商牌照。[41]